# Saxifraga serpyllifolia
Saxifraga serpyllifolia är en stenbräckeväxtart som beskrevs av Frederick Traugott Pursh. Saxifraga serpyllifolia ingår i Bräckesläktet som ingår i familjen stenbräckeväxter.

## Underarter
Arten delas in i följande underarter:
- S. s. glutinosa
- S. s. serpyllifolia